# Holzmülheim

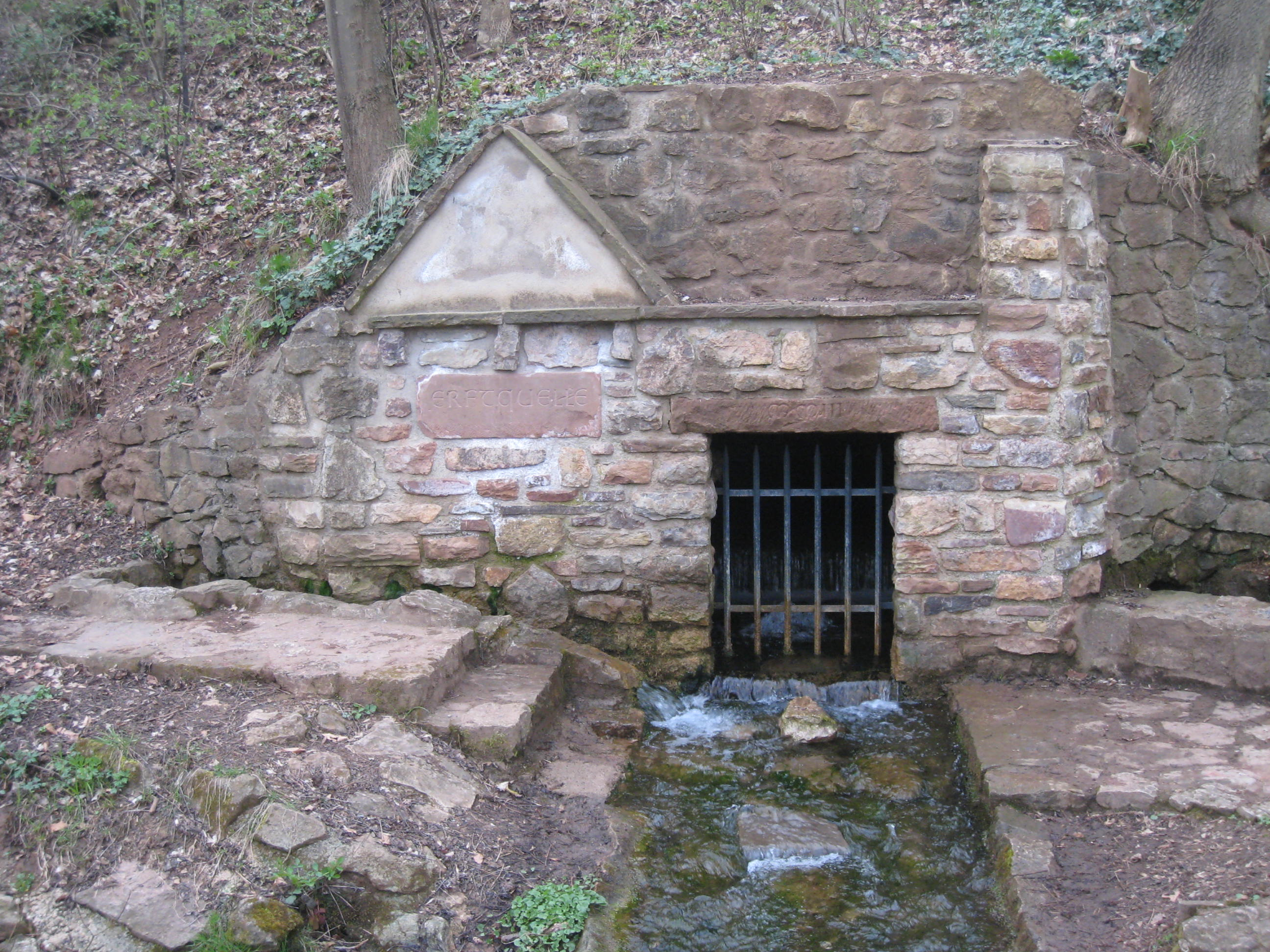
Die Quelle der Erft

Holzmülheim ist ein östlicher Ortsteil der Gemeinde Nettersheim im nordrhein-westfälischen Kreis Euskirchen. Im Ort entspringt die Erft. Sehenswert ist die Kreuzerhöhungskapelle.

## Geschichte
Im Jahr 1307 wird der Ort erstmals erwähnt.
Eine Kapelle bestand bereits um 1150, wie archäologische Forschungen ergaben. Die heutige Kreuzerhöhungskapelle geht auf eine 1728 gebaute Kapelle zurück, die 1904 bedeutend erweitert wurde.
Am 1. Juli 1969 wurde Holzmülheim nach Nettersheim eingemeindet.

## Verkehr
Durch den Ort verläuft die Landesstraße 194. Die nächste Autobahnanschlussstelle ist Blankenheim auf der A 1. Der nächste Bahnhof liegt in Nettersheim.
Die VRS-Buslinien 820 und 824 der RVK verbinden den Ort mit Nettersheim, Blankenheim, Bouderath und Bad Münstereifel, überwiegend als TaxiBusPlus im Bedarfsverkehr.
| Linie | Verlauf |
| ----- | --- |
| 820   | MiKE (außer im Schülerverkehr): Bouderath – Roderath – Frohngau – Holzmülheim – Buir – Tondorf – Engelgau – Zingsheim – Nettersheim Bf – Marmagen – Bahrhaus                                                                              |
| 824   | MiKE (außer im Schülerverkehr): Blankenheim – Mülheim – Tondorf – Buir – Holzmülheim – Frohngau – Roderath – Bouderath – (Witscheiderhof – Bergrath) / Kolvenbach – Hohn – Eicherscheid – Bad Münstereifel Eifelbad – Bad Münstereifel Bf |

Bei Holzmülheim beginnt an der Erftquelle der Erft-Radweg, der in Neuss am Rhein-Radweg (Erlebnisweg Rheinschiene) endet.